# Castelo de Alden Biesen

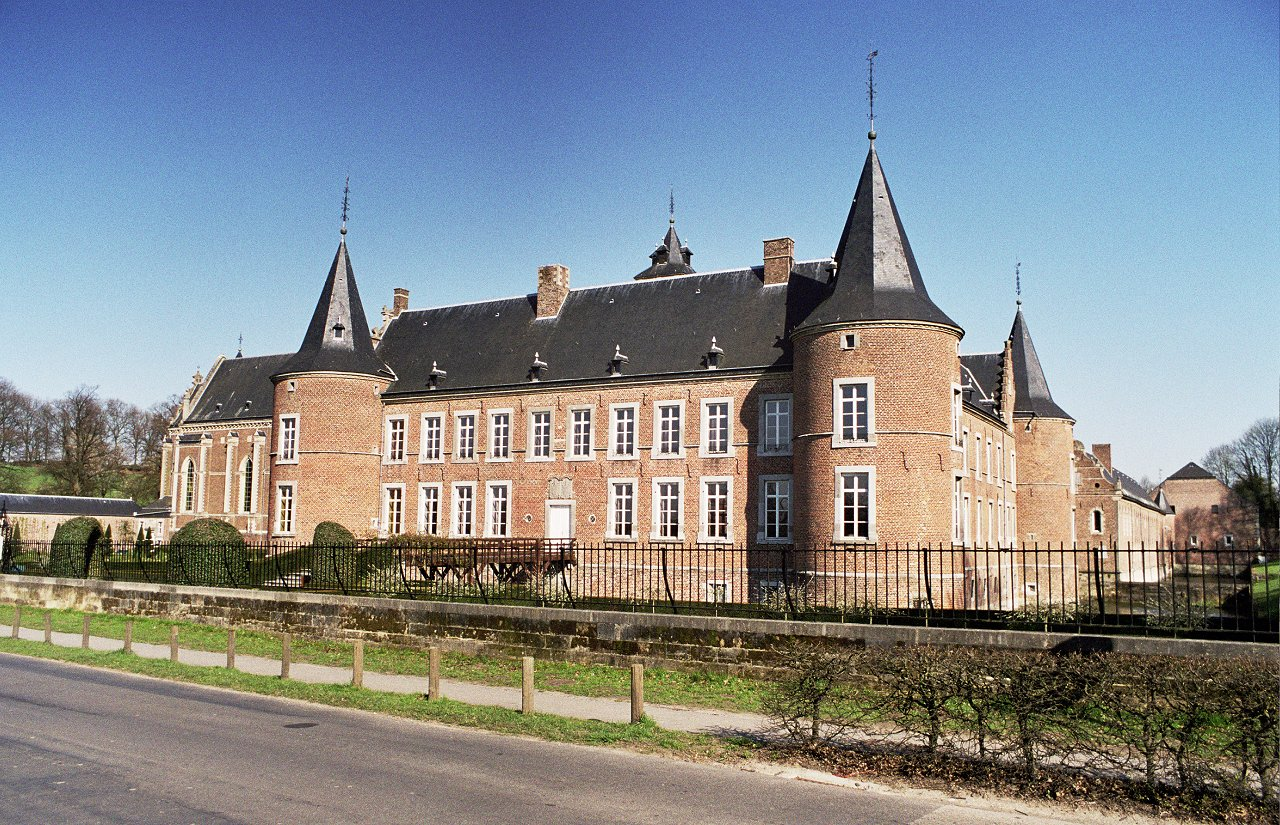
O Castelo de Alden Biesen

O Castelo de Alden Biesen, do século XVI, está localizado no pequeno vilarejo de Rijkhoven, na municipalidade de Bilzen, Bélgica. Atualmente, o castelo é usado como um centro cultural e de conferência.

## História
Os cavaleiros da Ordem Teutônica originalmente fundaram o Landcommanderij Alden Biesen no século XI, mas os atuais edifícios foram construídos entre os séculos XVI e XVIII. Era o quartel da administração provincial da Ordem Teutônica na terra de Maas (Mosela) e Reno. Em 8 de março de 1971, o edifício foi incendiado e, tendo sido adquirido pelo governo, restaurado.

## Galeria

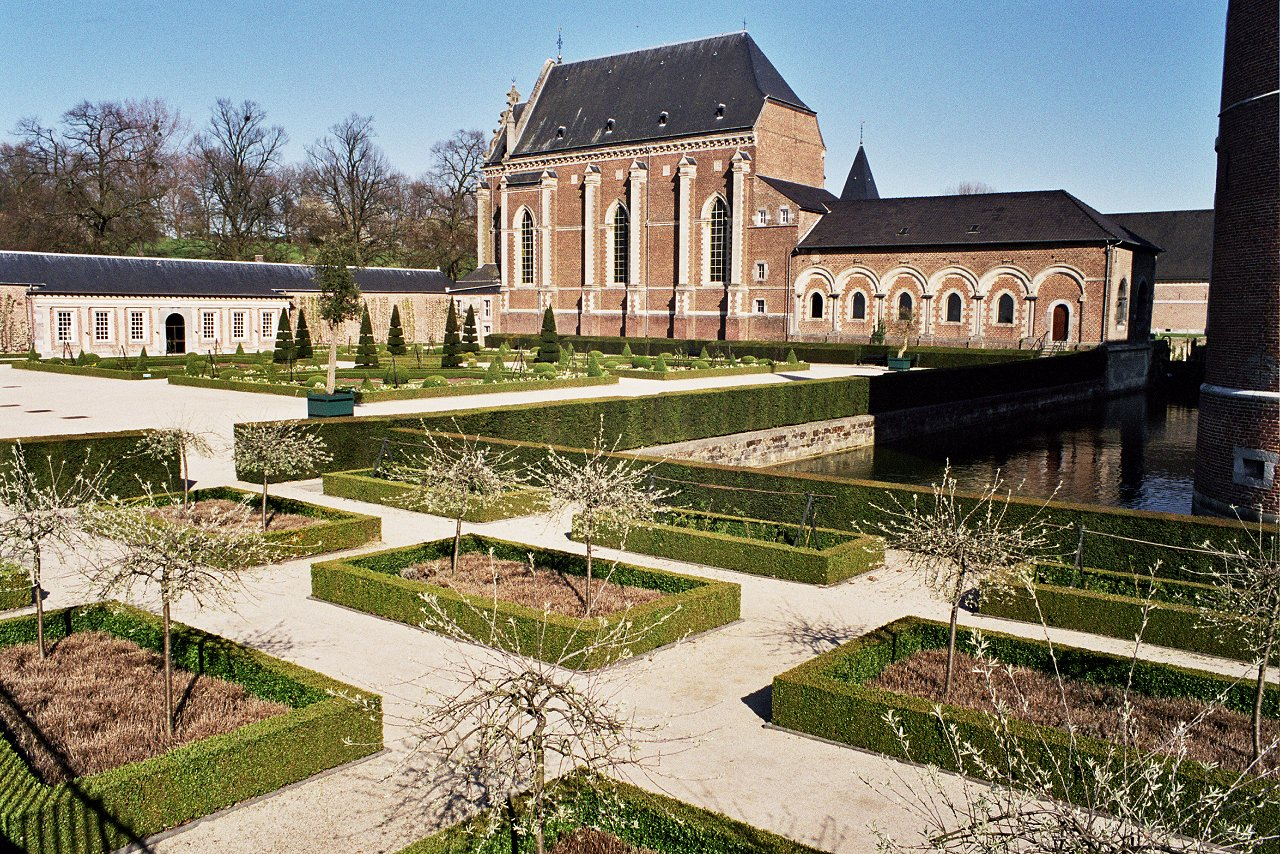
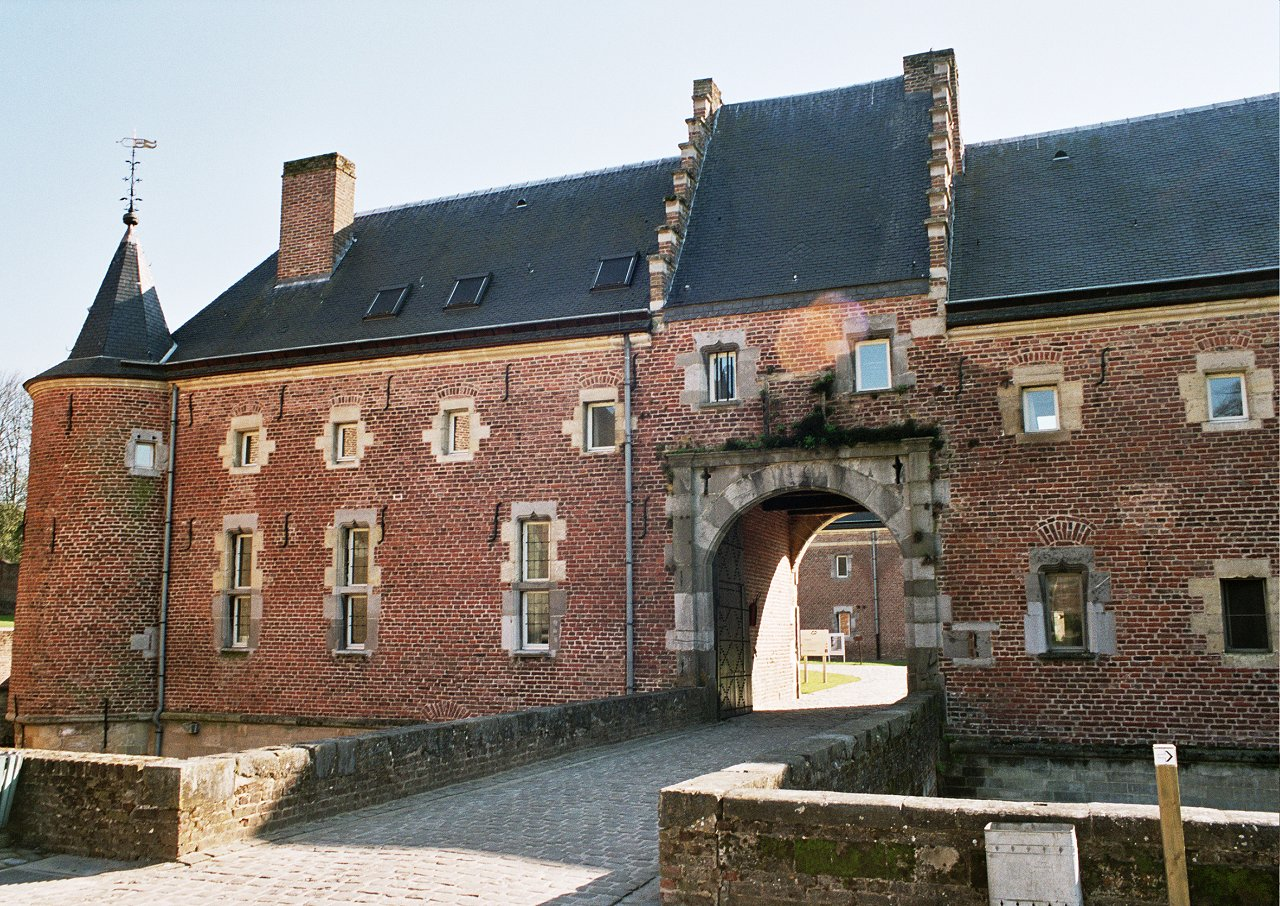
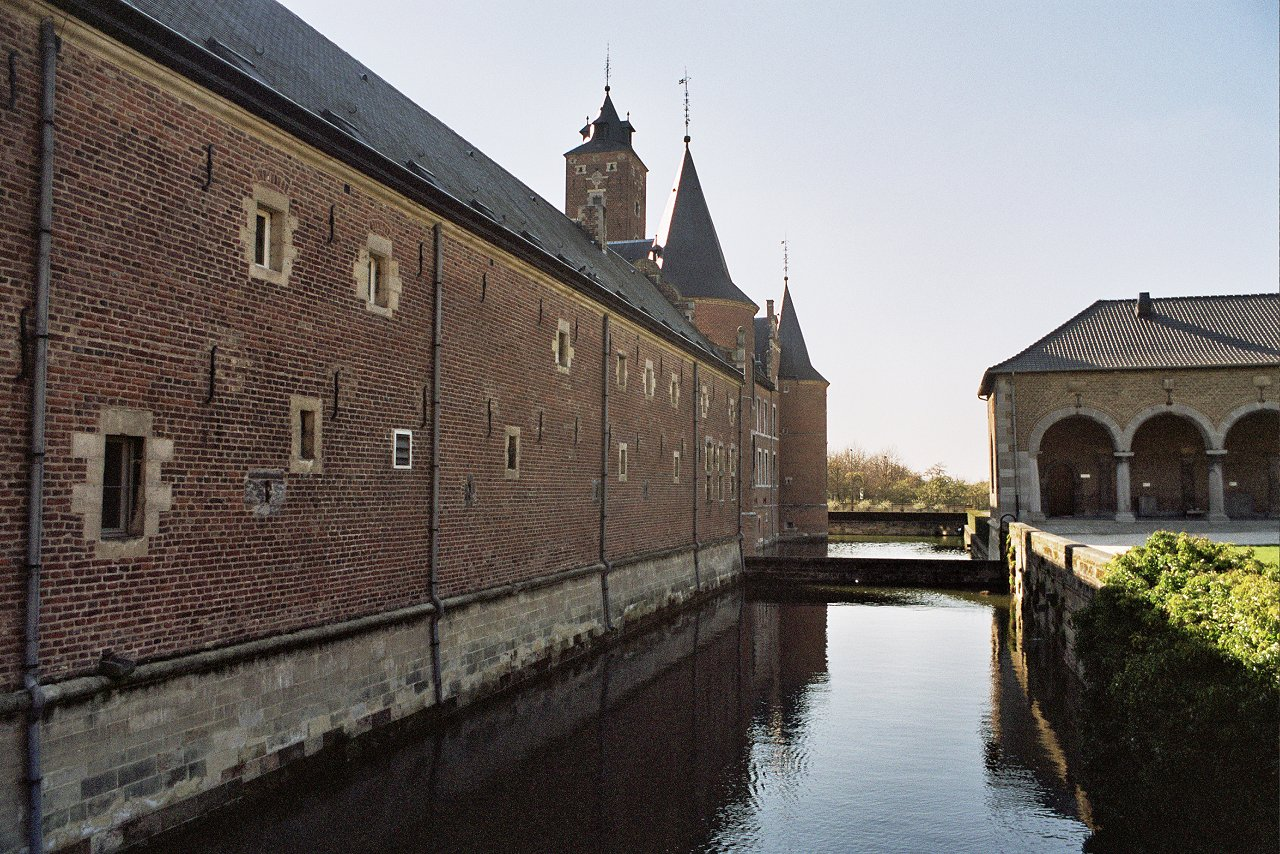
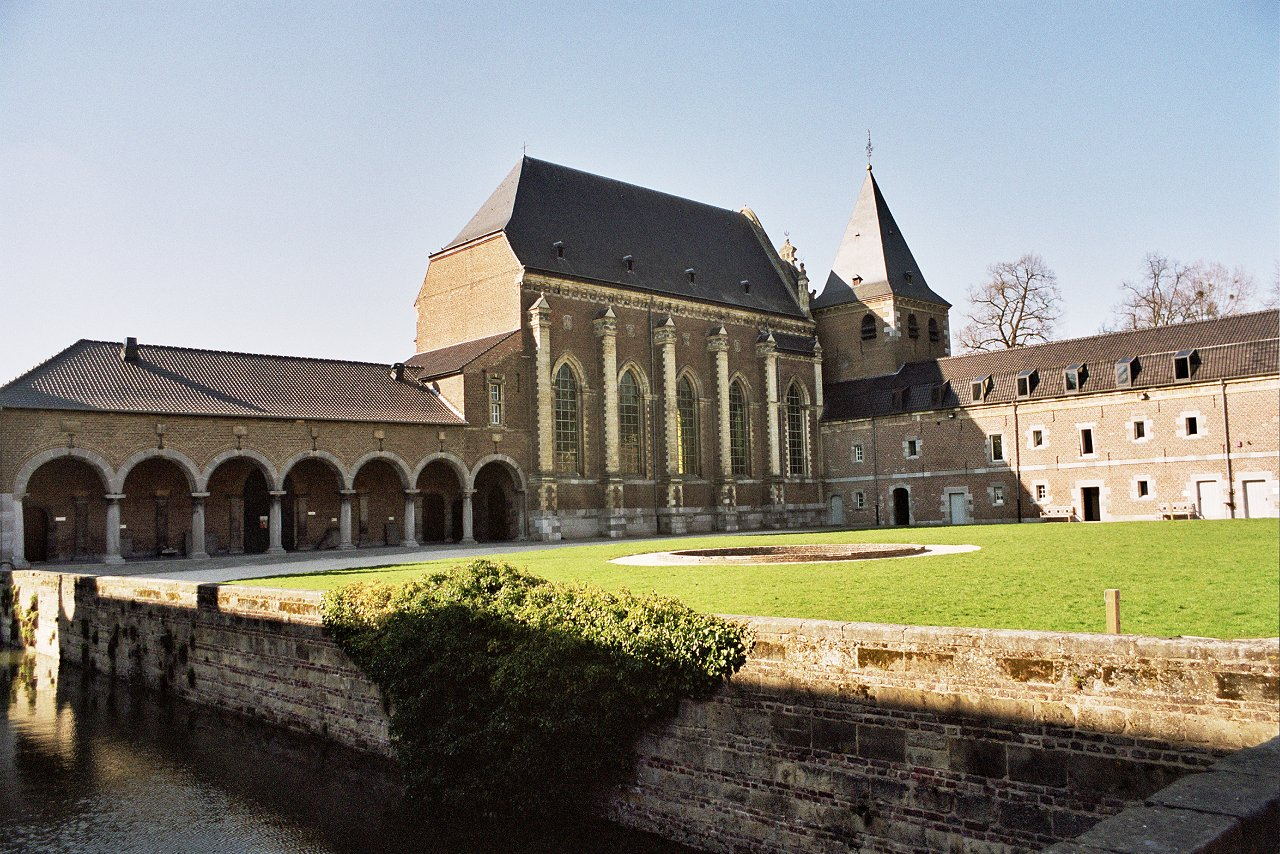
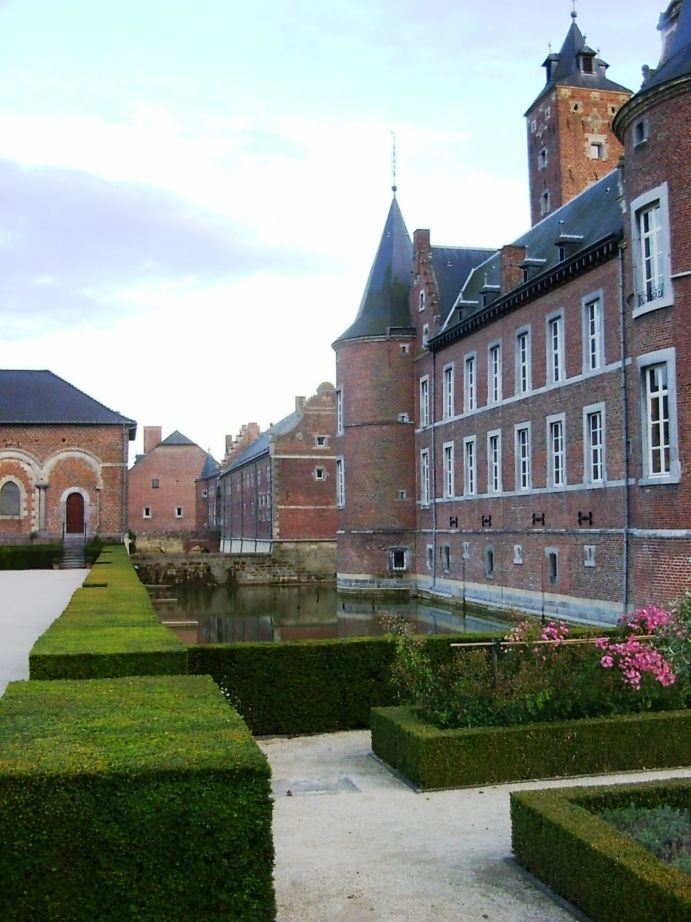
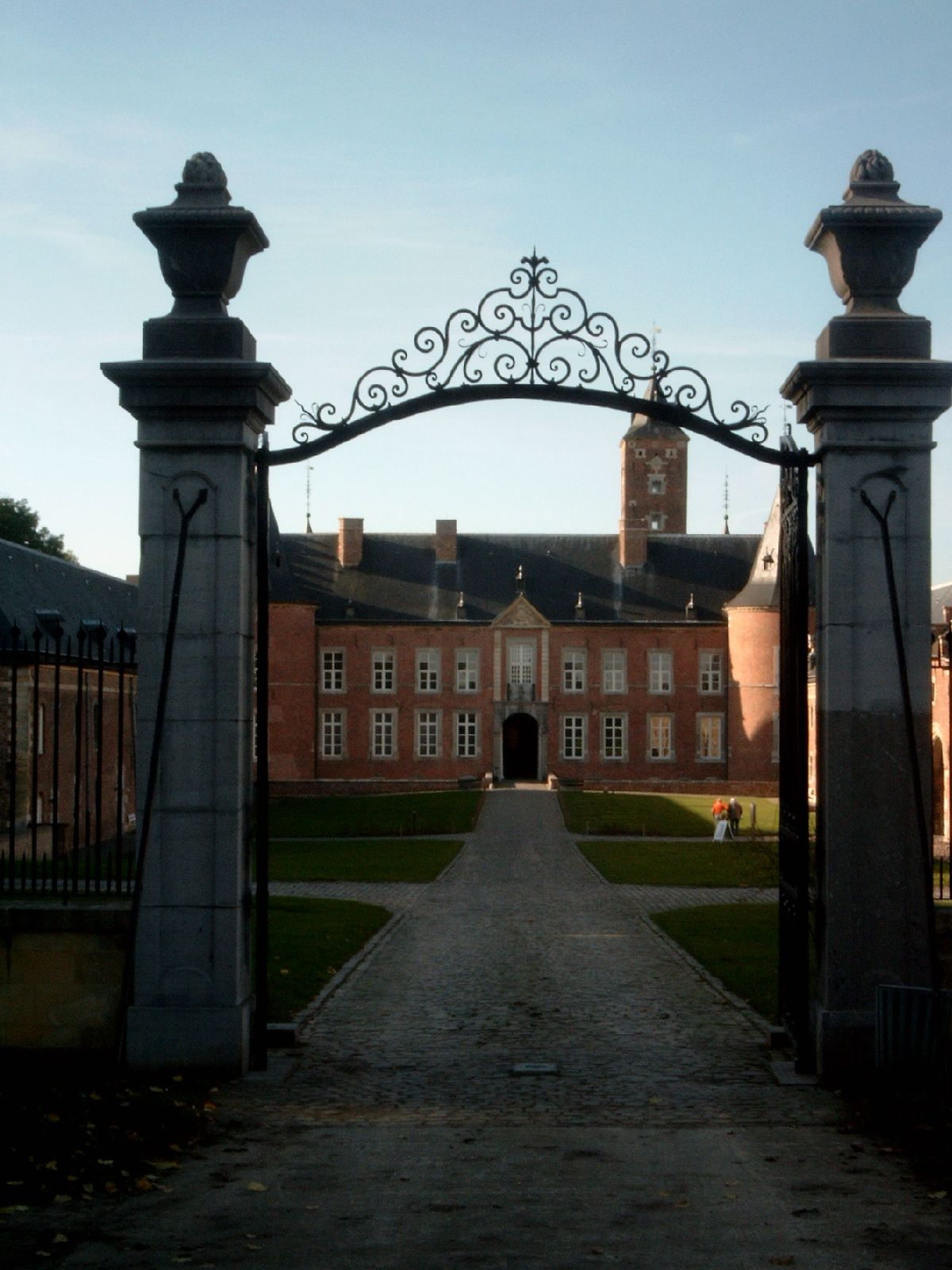
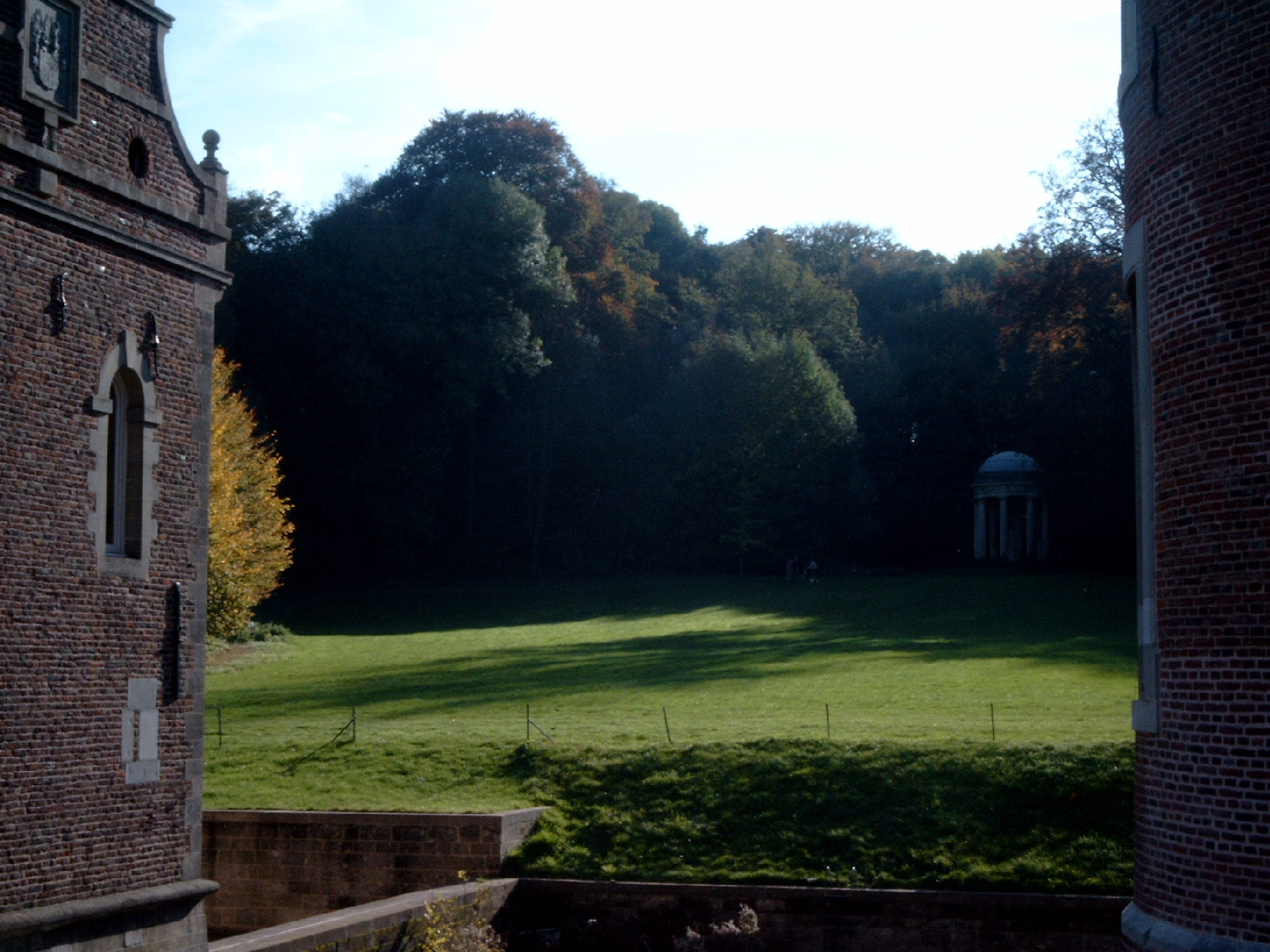
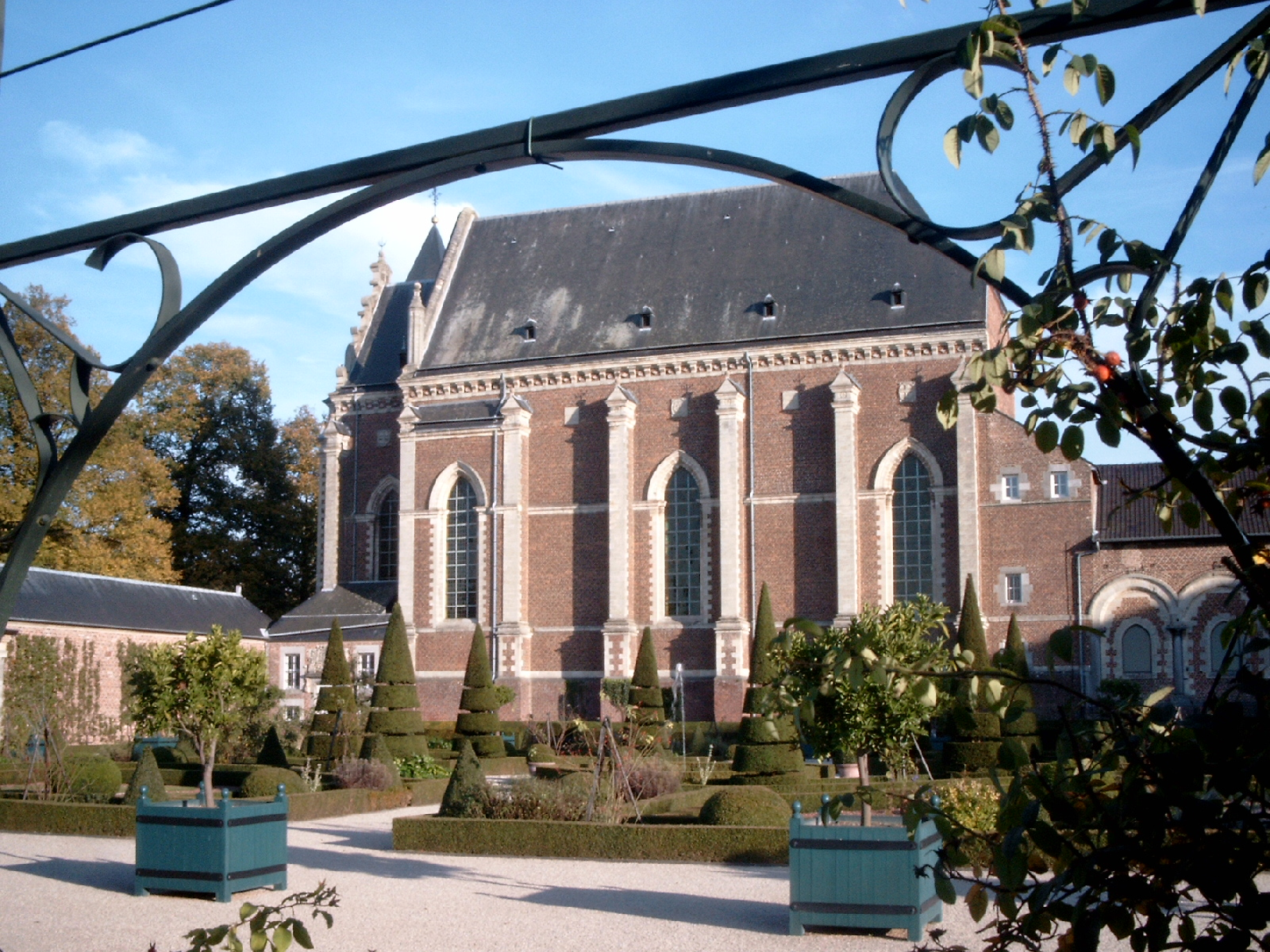
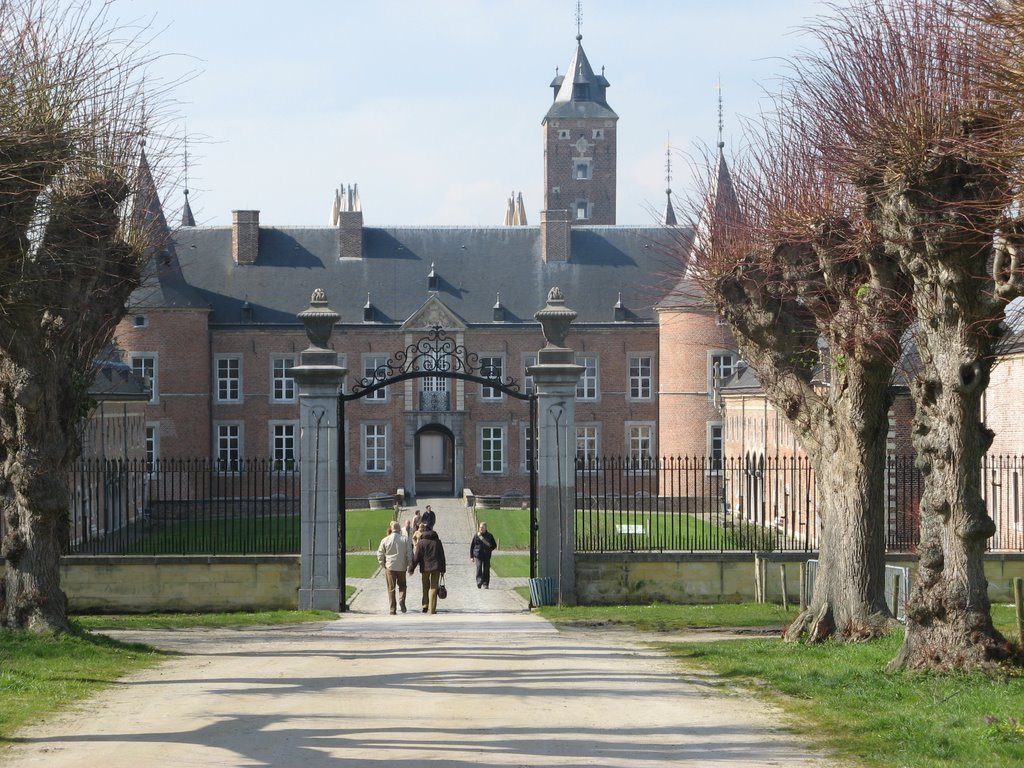
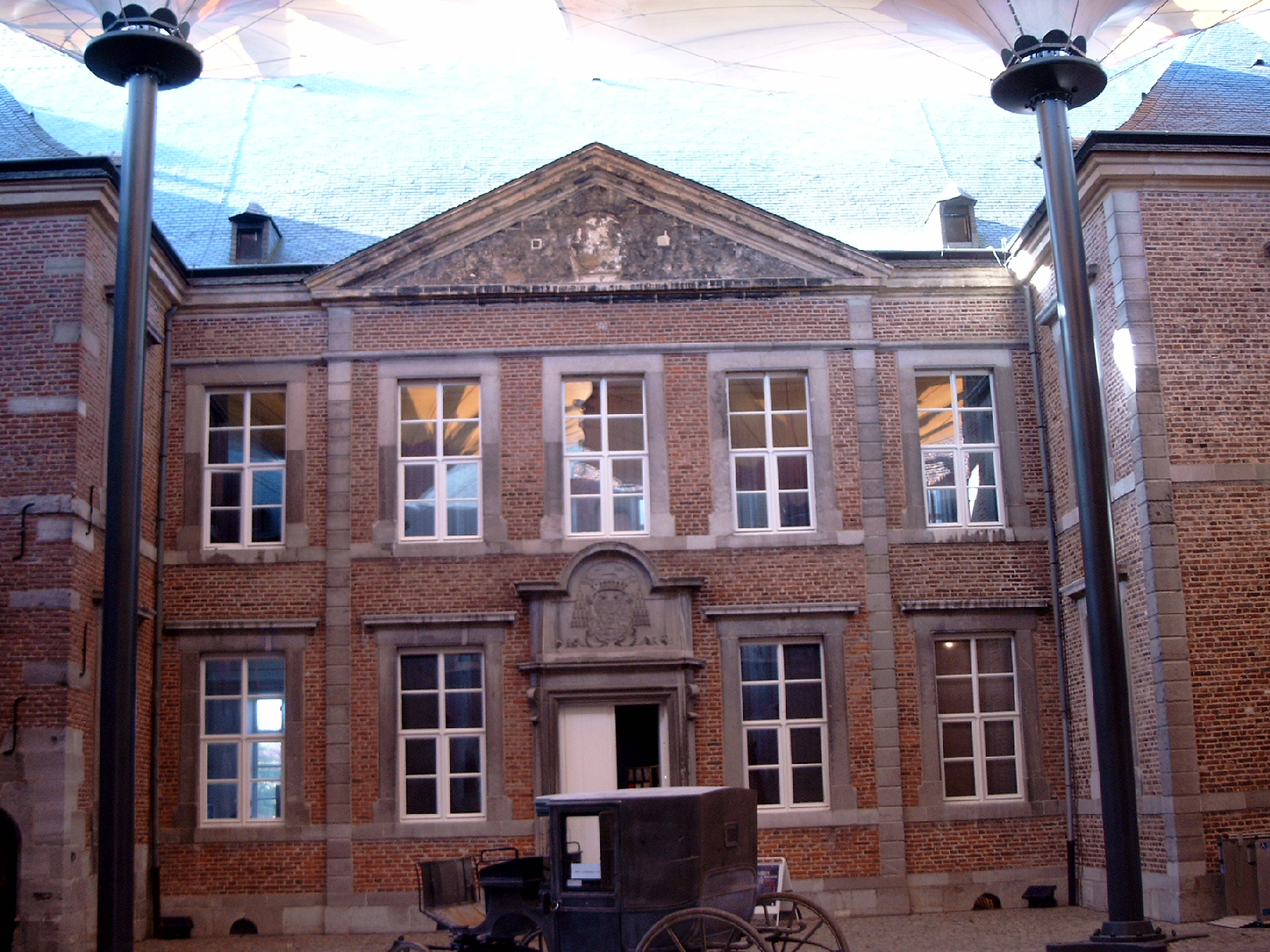